# Ловер-Огаста Тауншип (округ Нортамберленд, Пенсільванія)
Ловер-Огаста Тауншип (англ. Lower Augusta Township) — селище (англ. township) в США, в окрузі Нортамберленд штату Пенсільванія. Населення — 1042 особи (2020).

## Демографія
Згідно з переписом 2010 року, у селищі мешкали 1064 особи в 432 домогосподарствах у складі 330 родин. Було 457 помешкань
Расовий склад населення:
| - 98,2 % — білих - 0,4 % — азіатів - 0,3 % — чорних або афроамериканців - 0,1 % — корінних американців |

До двох чи більше рас належало 0,8 %. Частка іспаномовних становила 0,8 % від усіх жителів.
За віковим діапазоном населення розподілялося таким чином: 18,9 % — особи молодші 18 років, 65,4 % — особи у віці 18—64 років, 15,7 % — особи у віці 65 років та старші. Медіана віку мешканця становила 46,7 року. На 100 осіб жіночої статі у селищі припадало 101,9 чоловіків;  на 100 жінок у віці від 18 років та старших — 99,3 чоловіків також старших 18 років.
Середній дохід на одне домашнє господарство  становив 59 059 доларів США (медіана — 51 979), а середній дохід на одну сім'ю — 68 504 долари (медіана — 61 944). Медіана доходів становила 48 250 доларів для чоловіків та 30 714 долари для жінок. За межею бідності перебувало 9,5 % осіб, у тому числі 32,8 % дітей у віці до 18 років та 4,6 % осіб у віці 65 років та старших.
Цивільне працевлаштоване населення становило 460 осіб. Основні галузі зайнятості: освіта, охорона здоров'я та соціальна допомога — 33,0 %, виробництво — 18,0 %, роздрібна торгівля — 12,6 %, транспорт — 8,5 %.